# Constitucions Apostòliques
Les Constitucions Apostòliques són un recull de textos on es prescriu el cànon, la litúrgia i la moral cristiana, als quals se'ls ha pretés donar origen en els apòstols de Jesús. Probablement és una obra elaborada a Síria a finals del segle iv, i se n'ha conservat el seu text original escrit en grec. La col·lecció és formada per vuit llibres: els sis primers segueixen la Didascàlia del segle iii, el setè tracta sobre la Didakhé, del segle i, i el darrer és una reconstrucció i refosa de la tradició d'Hipòlit de Roma. Després dels vuit llibres, les Constitucions finalitzen amb els Cànons Apostòlics, que són obra del mateix autor.